# Cimataguo
Los Cimataguos fueron una etnia indígena del estado de Texas aún no confirmada que probablemente habló el idioma Coahuilteco.
Boston informó haber visto la etnia en los registros de la misión de San Antonio, y posteriormente Swanton dijo que tal etnia pudo haber hablado Coahuilteco.

## Investigaciones posteriores
En los análisis de registros bautismales de la misión de San Antonio de Valero revela que únicamente una mujer fue registrada, Cimataguo era el nombre indígena de tal mujer, y no su etnia, ya que en otros documentos se dice que tal mujer pertenecía a la etnia Pacuache.